# Всеукраїнська Рада військових депутатів
Всеукраїнська Рада військових депутатів — група Української Центральної Ради. Обрана 2-м Всеукраїнським військовим з'їздом, що відбувся у Києві 18-23 (за старим стилем 5-10) червня 1917. Загалом нараховувала 132 депутати. Іноді можна зустріти цифру 158 депутатів, однак це є помилковим твердженням, яке свого часу зробив Павло Христюк у своїх «Замітках і матеріалах до історії української революції» і не знаходить підтвердження в інших джерелах.

## Перелік депутатів[1]

### Київський військовий округ
1. солдат Дембський Іван Полікарпович – 150-а Воронезька піша дружина Київ
2. урядник Шаповал Харитон Тихонович – Управління гуртової худоби Київ.
3. підпрапорщик Скуйбіда Нікіфор Акимович - 1-й запасний мортирний батальйон Київ
4. солдат Дубинський Костянтин Петрович – Конвойна команда Кременчук
5. Хідченко Кирило Григорович-Лубни.
6. прапорщик Врублевський Микола Євтихійович – 290-й запасний піхотний полк Дунаївці
7. солдат Гермайзе Йосип Юрійович – 2-й запасний саперний батальйон Київ
8. прапорщик Кошавка Василь Михайлович – 146-а Воронезька піша дружина
9. Касьяненко Григорій Іванович - 6 авіаційний парк
10. фельдшер Зозуля Яків Максимович – Полтавський Петровський кадетський корпус
11. лікар Журавльов Андрій Адріанович - 1-й український полк імені Богдана Хмельницького
12. солдат Гусенко Андрій Федорович – сторож з охорони казарм Вінниця
13. прапорщик Ткаченко Олексій Іванович – 19-й залізничний батальйон
14. старший унтер-офіцер Лілік Нікіфор Антонович – 4-й запасний полк
15. Карабчевський Кір'ян Михайлович – 1-й український розподільчий пункт

### Одеська військова округа
16. військовий гідро-технік Знахаренко Михайло Васильович – 466-а Херсонська піша дружина
17. урядник Корнієнко Тихон Фоміч – 8-й запасний кавалерійський полк Кропивницький.

### Фінляндія
64. ефрейтор Малашко Михайло Васильович Офіцерська старшинська школа Охланд

## Перелік депутатів[2]
1. Авдієнко Михайло
2. Артеменко Павло
3. Бабій Тихон
4. Балабан Сава
5. Бас Яків
6. Батієвський Андрій
7. Березняк Саватій
8. Бойченко Кирило (войченко)
9. Бондар-Обміняний Матвій
10. Величко Кость
11. Войтенко Павло
12. Вротновський-Сивошапка Кость
13. Голуб Віктор
14. Демерлій Павло
15. Дзятина Сергій (Затина)
16. Довгопольський Іван
17. Дубинський Кость
18. Дудкін Іван
19. Заїченко-Жадько Володимир
20. Іванченко Євтихій
21. Кекало Лука
22. Кіт Василь
23. Кобилянський Люцій
24. Коваленко Данило
25. Ковальський Матвій
26. Козимчук Савка
27. Колесник Дмитро
28. Колесниченко Порфирій
29. Кондрашко Трохим
30. Копійка Данило
31. Коркішко Влас
32. Коркушко Василь
33. Корнієнко Тихін
34. Коробко Василь
35. Котляр Федір
36. Крохмаль Григорій
37. Курявий Пилип
38. Куценко Никифор
39. Куцяк (Чалий) Петро Васильович
40. Левадний Яків
41. Левченко Яків Прокопович
42. Лещенко Вакул (Лищенко Вкуол)
43. Линник Василь (Влас)
44. Лисенко Григорій
45. Лисенко Степан
46. Лисовський Павло
47. Лихнякевич Анастасій (Ліхнякевич)
48. Личко Денис
49. Малашко Михайло
50. Марченко Іван
51. Масюк Микита
52. Мельник Софрон
53. Меюс Петро
54. Мірошник Олекса
55. Мірошник Петро
56. Мосієнко Тихін
57. Набоків Іван(Набоков)
58. Надобко Сергій
59. Назаренко Павло
60. Наконечний Никодим
61. Наріжний Олександр
62. Околот-Околотенко Дмитро
63. Павловський Михайло Кузьмич
64. Паливода Панас (Опанас)
65. Паночині Сергій
66. Панченко Михайло
67. Пасовський Леонід
68. Пащенко-Пасько Андрій Іванович
69. Попів Варлаам (Валаам)
70. Постоловський Антін
71. Прокопович Кость
72. Рашавець Микола
73. Речмедило Корній (Речмиданов)
74. Рябчинський Василь
75. Савон Архип
76. Садківський Федір
77. Самойлович Микола
78. Свідерський Микола
79. Семенець Григорій
80. Сибірний Павло
81. Скачко Марко
82. Слюсарчук Спиридон
83. Сокольвак Михайло (Скольбак)
84. Солониченко Іван
85. Сотник Пантелеймон
86. Сочинський Михайло
87. Степура Іван
88. Стовбуненко-Зайченко Яків
89. Сухий Захар
90. Сушкевич-Сухоребрик Юрко
91. Тележинський Михайло
92. Ткалич Іван
93. Тютюнник Юрко
94. Удод Борис
95. Усенко Іван
96. Фурсевич Гнат
97. Халабуденко Опанас
98. Харченко Олександр
99. Хомицький Микола
100. Цьому Грицько
101. Чапківський Олександр
102. Чечель Петро
103. Шинкар Микола
104. Шкільний Антін
105. Шкляр Василь
106. Шкода Кость
107. Юда Данило
108. Якименко Григорій
109. Ярошенко Іван

## Представництво Київської військової округи
| Порядковий номер | Прізвище та ім'я депутата       | Звання          | Місце проходження служби                                    | Який військовий округ, фронт або флот представляє |
| ---------------- | ------------------------------- | --------------- | ----------------------------------------------------------- | ------------------------------------------------- |
| 1                | Дембський Іван Полікарпович     | солдат          | 150 піша Воронізька дружина Державного ополчення, Київ      | Київська військова округа                         |
| 2                | Скуйбіда Никифор Якимович       | підпоручник     | І запасна мортирна батарея, Київ                            | Київська військова округа                         |
| 3                | Дубинський Кость Петрович       | солдат          | Конвойна команда гарнізону, Кременчук                       | Київська військова округа                         |
| 4                | Хідченко Кирило Григорович      | солдат          | 107 команда одужуючих гарнізону, Лубни                      | Київська військова округа                         |
| 5                | Врублевський Микола Євтихійович | прапорщик       | 290 піший запасний полк, Дунаївці                           | Київська військова округа                         |
| 6                | Гермайзе Йосип Юрійович         | солдат          | 2 запасний саперний батальйон, Київ                         | Київська військова округа                         |
| 7                | Кощавка Василь Михайлович       | прапорщик       | 146 піша Воронізька дружина                                 | Київська військова округа                         |
| 8                | Касяненко Григорій Іванович     | прапорщик       | 6 авіаційний парк                                           | Київська військова округа                         |
| 9                | Зозуля Яків Максимович          | фельдшер        | Петровський Полтавський кадетський корпус                   | Київська військова округа                         |
| 10               | Журавель Андрій Андрійович      | лікар           | 1-й український полк імені Богдана Хмельницького            | Київська військова округа                         |
| 11               | Гусенко Андрій Федорович        | солдат          | Сторож команди державної охорони казенних будинків, Вінниця | Київська військова округа                         |
| 12               | Ткаченко Олекса Іванович        | прапорщик       | 19 залізничний батальйон                                    | Київська військова округа                         |
| 13               | Лилик Никифор Антонович         | старший урядник | 4 запасний полк                                             | Київська військова округа                         |
| 14               | Карабчевський Кіріон Михайлович | старший урядник | Перший Український розпорядчий пункт                        | Київська військова округа                         |
| 15               | Шаповал Харитон Трифонович      | урядник         | Управління гуртів худоби, Київ                              | Київська військова округа                         |
| 16               | Герасименко Петро Володимирович | прапорщик       | 1-й український полк імені Богдана Хмельницького            | Київська військова округа                         |

## Представництво Одеської військової округи
| Порядковий номер | Прізвище та імʼя депутата | Звання                | Місце проходження служби                | Який військовий округ, фронт або флот представляє |
| ---------------- | ------------------------- | --------------------- | --------------------------------------- | ------------------------------------------------- |
| 1 (17)           | Воропай Пилип             | прапорщик             | 5 піший полк                            | Одеська військова округа                          |
| 2 (18)           | Знахаренко Гаврило        | підпоручник           | 466 піша Херсонська дружина             | Одеська військова округа                          |
| 3 (19)           | Іванов Іван               | військовий технік     | Херсонський міський шпиталь             | Одеська військова округа                          |
| 4 (20)           | Карпенко Іван             | прапорщик             | 6 піша бригада                          | Одеська військова округа                          |
| 5 (21)           | Коваленко Юхим            | молодший унтер-офіцер | 20 Сибірський стрілецький запасний полк | Одеська військова округа                          |